# Laptevzee
Laptevzee (Russisch: море Лаптевых; [more Laptevych]) is een randzee van de Noordelijke IJszee tussen de kust van Siberië, het schiereiland Tajmyr, Noordland (Severnaja Zemlja) en de Nieuw-Siberische Eilanden. De noordelijke grens loopt langs de Arctische Kaap (79° noorderbreedte en 139° oosterlengte) tot Kaap Anisi. Naar het oosten ligt de Oost-Siberische Zee en naar het westen de Karazee. Met de Oost-Siberische Zee staat het onder andere in verbinding via de Straat van Dmitri Laptev tussen de Ljachovski-eilanden en Siberië en met de Karazee via de Straat Vilkitski. De zee heeft een oppervlakte van ongeveer 672.000 km². Voornaamste zoetwaterleverancier is de rivier de Lena.

## Naam
De Russische naam betekent letterlijk "Zee van de Laptevs" en slaat op de neven Dmitri en Chariton Laptev, die de zee in de 18e eeuw als ontdekkingsreizigers verkenden. Zij maakten onderdeel uit van de Grote Noordelijke Expeditie die duurde van 1733 tot 1741. Het doel van de expeditie was onder andere het vinden en karteren van de oostelijke uiteinden van Siberië.

## Klimaat
De zee heeft een ijsklimaat. Gedurende 11 maanden per jaar blijft de temperatuur onder de 0 °C in het noorden van de Laptevzee en negen maanden in het zuidelijke deel. In januari is de temperatuur het laagst en ligt gemiddeld op -31 °C. In juli komt de gemiddelde temperatuur op 0 °C in het noorden en vijf graden Celsius hoger in het zuiden. In het noorden van de Laptevzee duurt de poolnacht zo’n vijf maanden.
De zee is het grootste deel van het jaar bevroren. In mei begint het ijs te smelten, maar niet al het ijs verdwijnt in de zomer. In oktober vriest de zee weer dicht en begin november is de hele zee weer met ijs bedekt. Door de stroming en wind wordt veel ijs vanuit de Laptevzee naar andere zeeën gevoerd. Tussen 1979 en 1995 stroomde gemiddeld 483.000 km² ijs uit de Laptevzee.

## Hydrologie
Het zoutgehalte in de zee varieert met het dooien van het ijs en de aanvoer van zoet rivierwater. Per jaar stroomt ongeveer 730 km³ rivierwater in de zee. In de winter ligt de saliniteit in het zuidoosten van de zee tussen de 20-25‰, dit is gelijk aan het aantal 20 à 25 gram zout per liter water, en 34‰ in het noorden. In de zomer daalt dit naar 5 tot 10‰ in het zuidoosten. Het effect van het smeltwater op de saliniteit in het noorden is zeer beperkt. De Lena is de grootste rivier die uitmondt in de Laptevzee met een watervolume van zo’n 515 km³. Tussen juni en september is het debiet van de rivier het hoogst en in januari het laagst.
Het verschil tussen eb en vloed is gemiddeld 0,5 meter. In de Golf van Chatanga is het verschil groter, tot 2 meter, vanwege de trechtervorm van de golf.
Vanuit de zee wordt zeewater met de Transpolaire driftstroom richting Groenland getransporteerd.

## Transport
Tiksi is de grootste plaats in de regio en is tevens een belangrijke haven van de Noordoostelijke Doorvaart. Het ligt direct ten oosten van de monding van de Lena, aan de Tiksibaai. De plaats telde 5.873 inwoners bij de Russische volkstelling van 2002. Tiksi is slechts drie maanden per jaar per schip bereikbaar, soms zelfs minder.

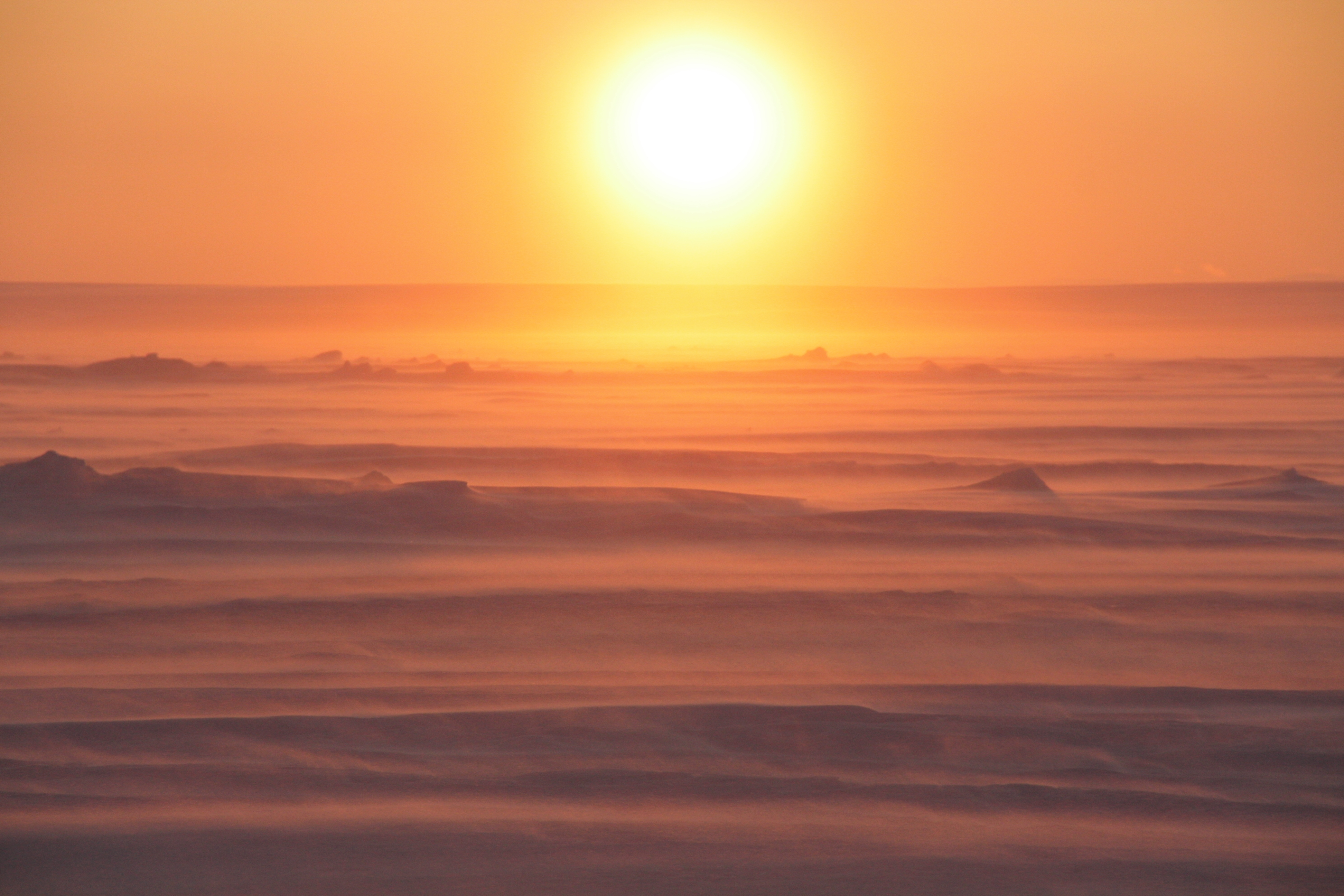
Zonsondergang op de Laptevzee.
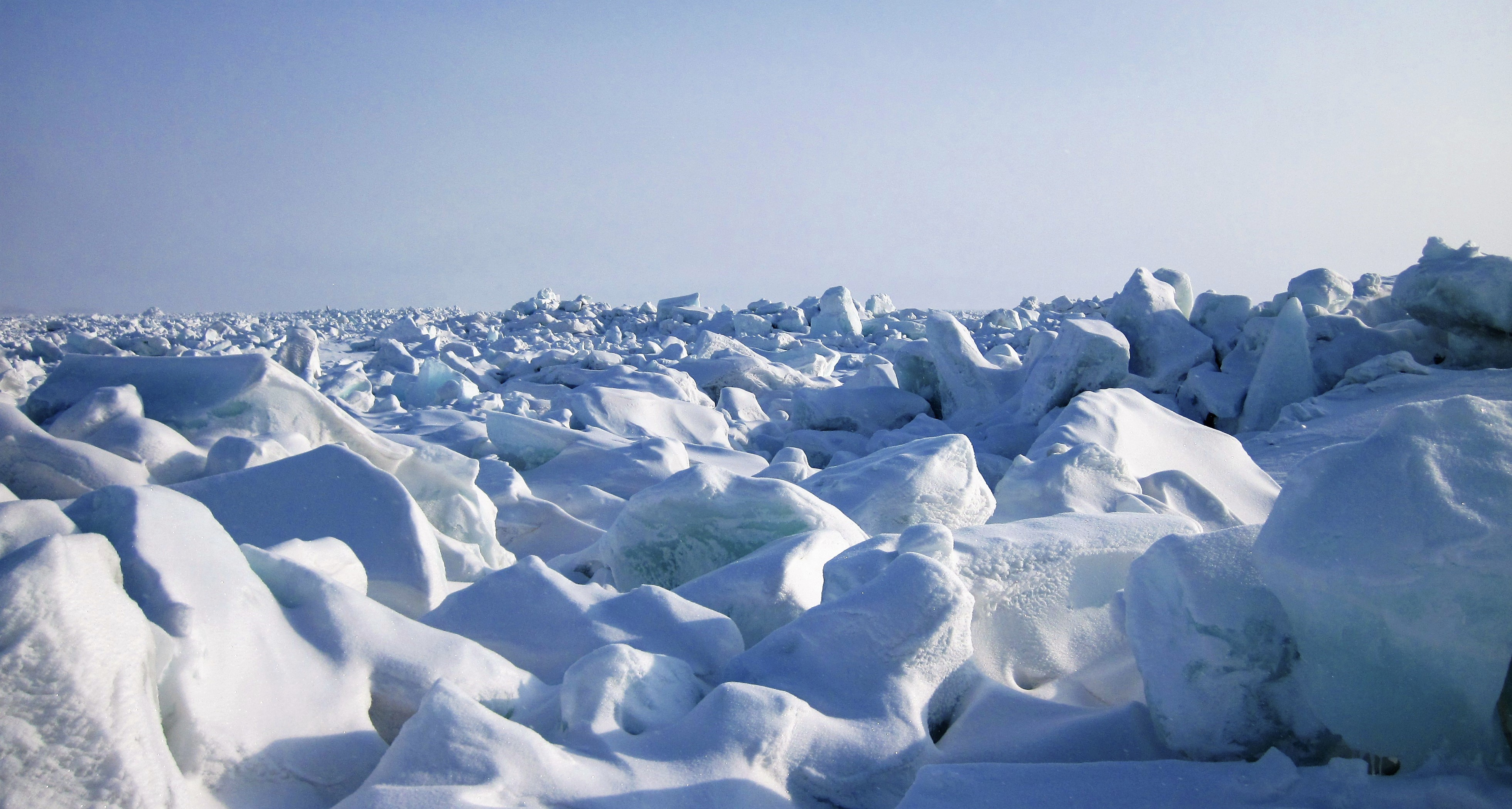
ijsruggen in de Laptevzee.
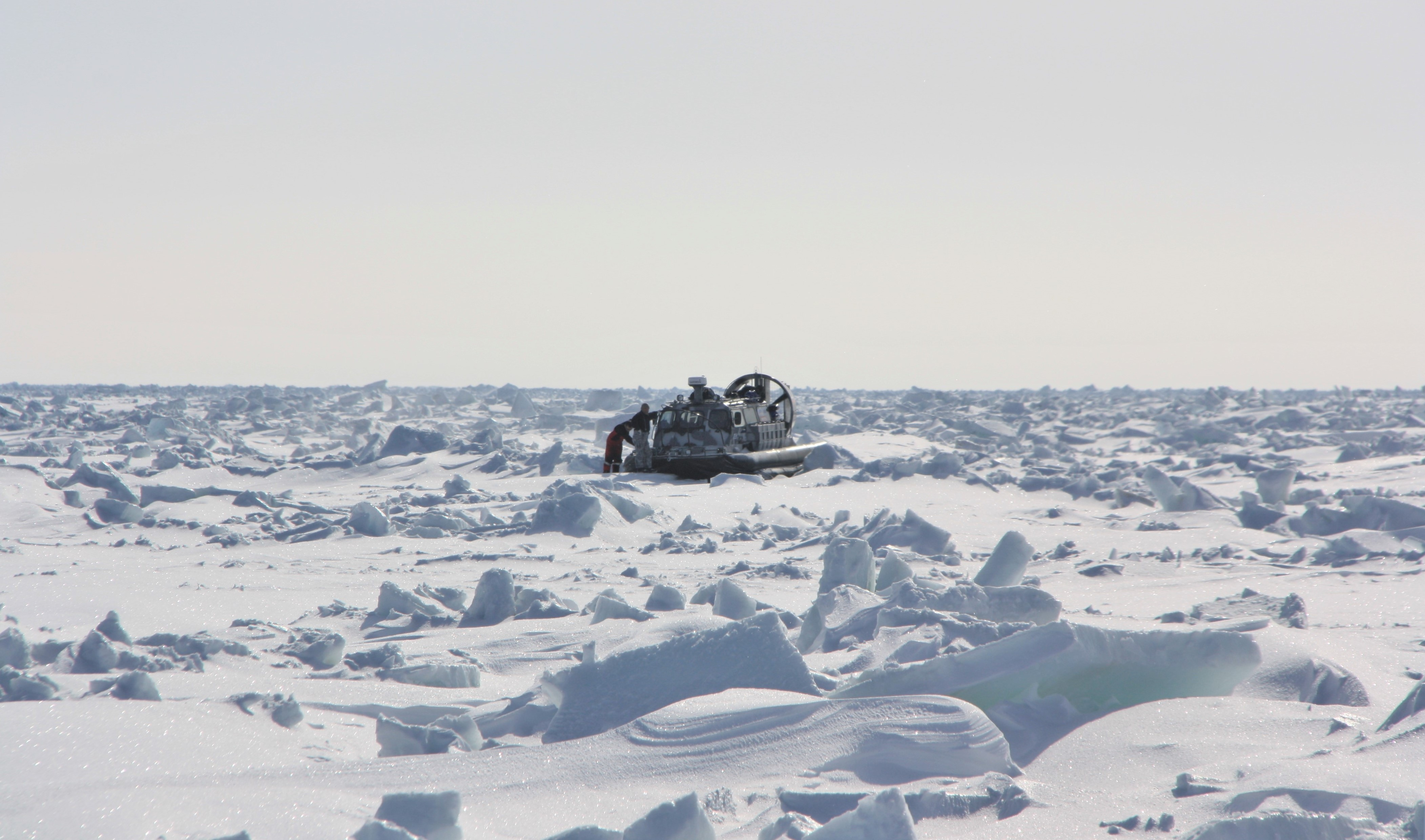
Hovercraft Hivus-10 op de Laptevzee

## Trivia
In oktober 2020 was het voor de eerste keer, sinds deze gegevens worden verzameld, dat er geen sprake was van ijsvorming in de Laptevzee.